# Elieser ben Joel HaLevi
Elieser ben Joel HaLevi aus Bonn (auch als ראבי"ה Ra'avja bekannt; * um 1140; wahrscheinlich um 1225 gestorben) war ein rabbinischer Gelehrter aus Deutschland.

## Leben
Eliezer ben Joels Großvater mütterlicherseits war Elieser ben Nathan aus Mainz. Er wurde durch seinen Vater, Joel ha-Levi aus Bonn, und durch Judah he-Ḥasid sowie Juda ben Kalonymos aus Mainz geschult und unterrichtet. Eliezers Bruder Uri starb als Martyrer 1216, was ihn stark prägte. Er lebte in einer ganzen Reihe von Gemeinden, so in Bonn, Worms, Würzburg, Mainz, Köln und Regensburg. Er reiste durch Frankreich und die Lombardei. Auch stand er mit anderen Gelehrten brieflich in Kontakt. Belegt ist das zum Beispiel durch eine Response des Yitsḥaq bar Šemu’el ha-Lewi. Auch mit Barukh bar Šemu’el von der Mainzer Gemeinde stand er in Kontakt.
Elieser ben Joel HaLevi hatte einen starken Einfluss auf Ascher ben Jechiel und wurde ein begehrter Gelehrter bei Gemeinden, sodass er oft die Position eines Rabbiners angeboten bekam. Er lehnte jedoch immer ab, da er meinte, dass man durch die Tora weder Ruhm erwerben, noch Vorteile bekommen sollte. Als er jedoch um 1200 ausgeraubt wurde und sein Vater ihn zum Akzeptieren eines Angebots als Rabbiner drängte, wurde er Rabbiner in Köln und genoss großes Ansehen.

## Werke
Sein Hauptwerk ist Sefer Avi HaEzri (Meine Hilfe ist mein Vater). Es ist ein Kompendium von Artikeln, welche später in einem Buch unter dem Titel Sefer Rabia gesammelt wurden. Er schrieb auch  zahlreiche Responsa, also „sche´elot u teschuvot“ (Responsensammlungen, Fragen und Antworten während gerichtlichen Prozessen oder für halachische Angelegenheiten) und verfasste noch Tosafot sowie Likutim und Pijutim.